# Rio Lira
O Rio Lira, com seus 58,33 quilômetros de extensão, é um curso d'água do estado brasileiro de Mato Grosso, considerado patrimônio histórico e ecológico do município de Sorriso (Mato Grosso), por força da lei municipal 2.179, de 3 de abril de 2013
Nasce no município de Sorriso (Mato Grosso) e deságua no rio Teles Pires. Foi às suas margens que os colonos decidiram o nome da cidade.